# Слободищевский сельский округ
Слободищевский сельский округ (Слободищевский сельсовет) — упразднённая административно-территориальная единица, существовавшая на территории Дмитровского района Московской области в 1994—2006 годах.
Ильинский сельсовет был образован в первые годы советской власти. По данным 1918 года он входил в состав Тимоновской волости Дмитровского уезда Московской губернии.
В 1926 году Ильинский с/с включал село Ильино, деревню Сихнево, мельницу Сихнево, деревню Шабаново.
В 1926 году Слободищенский с/с включал деревни Измайлово, Мартыново, Новое Сельцо и Слободищево, а также хутор фабрика Измайлово.
В 1929 году Слободищенский сельсоветы были отнесены к образованному Дмитровскому району Московского округа Московской области. При этом Ильинский сельсовет был расформирован, его населённые пункты вошли в состав Слободищевского сельсовета. Ильино становится центром Слободищенского сельсовета.
17 июля 1939 года к Слободищевскому с/с были присоединены Карцевский (селения Гора, Измайлово, Карцево, Колотилово и Мартыново, и Саввинский (селение Саввино) с/с.
10 апреля 1953 года из Ольявидовского с/с в Слободищевский было передано селение Ольявидово.
14 июня 1954 года к Слободищевскому с/с был присоединён Кикинский с/с.
27 августа 1958 года к Слободищевскому с/с были присоединены селения Акулово, Лифаново, Михеево, Сухарево и Тимошкино упразднённого Лифановского с/с.
1 февраля 1963 года Дмитровский район был упразднён и Слободищевский с/с вошёл в Дмитровский сельский район. 11 января 1965 года Слободищевский с/с был передан в восстановленный Дмитровский район.
3 февраля 1994 года Слободищевский с/с был преобразован в Слободищевский сельский округ.
В ходе муниципальной реформы 2004—2005 годов Слободищевский сельский округ прекратил своё существование как муниципальная единица. При этом все его населённые пункты были переданы в сельское поселение Якотское.
29 ноября 2006 года Слободищевский сельский округ исключён из учётных данных административно-территориальных и территориальных единиц Московской области.